# Uccidi Django... uccidi per primo!!!
Uccidi Django... uccidi per primo!!! è un film del 1971, diretto da Sergio Garrone.

## Trama
Il banchiere Burton, avvalendosi della collaborazione del fuorilegge Lupe Martinez con i suoi uomini, entra in possesso di quasi tutte le miniere della zona.